# Trisha Yearwood
Trisha Yearwood (Patricia Lynn Yearwood, født 19. september 1964 i Monticello, Georgia) er en amerikansk country-sangerinde. Hendes første hit-single var "She's in Love with the Boy", som blev udgivet i 1991.
Trisha Yearwood blev 10. december 2005 gift med Garth Brooks.